# Michelle Brogan
Pour les articles homonymes, voir Brogan.
Michelle Kathleen Brogan-Griffiths, née le 8 février 1973 à Adélaïde, en Australie, est une ancienne joueuse australienne de basket-ball. Elle évoluait au poste d'ailière.

## Palmarès
- Troisième des Jeux olympiques 1996
- Finaliste des Jeux olympiques 2000
- Troisième du championnat du monde 1998
- Troisième du championnat du monde 2002
- Championne d'Océanie 2007